# Estadio Mokhtar El-Tetsh
El Estadio Mokhtar El-Tetsh (en árabe: ستاد مختار التتش‎ es un estadio multipropósito ubicado en El Cairo, Egipto.

## Historia
El estadio fue construido en 1917 luego de que el Al-Ahly SC decidiera tener su propio estadio de fútbol y cuenta con capacidad para 8,000 espectadores y fue bautizado como Estadio Al-Ahly.
En 1927 al estadio le fue construida la gradería oeste y un año después fue rebautizado como Estadio Príncipe Farouk. En 1959 fue la sede de la Copa Africana de Naciones donde la República Árabe Unida fue la sede y donde la selección local ganó el título continental.
El 21 de febrero de 1965 cambió su nombre por el actual en homenaje a la muerte del futbolista Mahmoud Mokhtar El-Tetsh.
El estadio fue la sede principal del Al-Ahly SC hasta que el club se mudara al Estadio Internacional de El Cairo debido a que cuenta con una capacidad más grande, aunque es utilizado por el club como sede de entrenamiento.

## Eventos
- Copa Africana de Naciones 1959